# Allocosa albonotata
Allocosa albonotata este o specie de păianjeni din genul Allocosa, familia Lycosidae. A fost descrisă pentru prima dată de Schmidt, 1895. Conform Catalogue of Life specia Allocosa albonotata nu are subspecii cunoscute.